# Мужская сборная Венгрии по гандболу
Мужская сборная Венгрии по гандболу (венг. Magyar férfi kézilabda-válogatott) — национальная команда Венгрии. Управляется Венгерской гандбольной федерацией, которую с апреля 2015 года возглавляет юрист и политик Мате Кочиш.

## История
Команда 8 раз участвовала в летних Олимпийских играх, дебютировав в 1936 году. Наивысшим результатом является 4-е место (1936, 1980, 1988, 2004, 2012). На чемпионате мира 1986 года в Швейцарии венгры стали серебряными призёрами соревнований, уступив лишь в финале команде Югославии (24:22). Венгерский гандболист Петер Ковач с 45 мячами стал 4-м бомбардиром турнира (также являющийся лучшим бомбардиром в истории команды).
С 2019 года главным тренером сборной Венгрии является её бывший игрок Иштван Гуйяш, сменивший на этом посту Иштвана Чокньяи после неудачи на ЧМ 2019 (10-е место).
Чемпионат Европы 2022 года впервые пройдёт в Венгрии (совместно со Словакией).